# فلابر (فیلم)
فلابر (به انگلیسی: Flubber) یک فیلم کمدی علمی-تخیلی آمریکایی محصول سال ۱۹۹۷ به کارگردانی لس مایفیلد با بازی رابین ویلیامز، مارسیا گی هاردن، کریستوفر مک‌دونالد، تد لواین، جودی بنسون، کلنسی براون، ریموند جی.بری، ویل ویتون، ادی مک‌کلرگ، لزلی استفانسون، اسکات مایکل کمبل، نانسی اولسون و ریموند جی.بری است.
این فیلم بازسازی پروفسور غایب (۱۹۶۱) است، این فیلم ۱۷۸ میلیون دلار در سراسر جهان فروخت و نقدهای منفی منتقدان را دریافت کرد.

## بازخوردها
- در راتن تومیتوز، این فیلم بر اساس رای ۳۵ نقد، با میانگین امتیاز ۴ از ۱۰، ۲۳ درصد محبوبیت دارد.[۴]
- در متاکریتیک بر اساس رای ۱۹ منتقد، میانگین وزنی امتیاز ۳۷ از ۱۰۰ را به فیلم اختصاص داد که نشان دهنده «نقدهای عموماً نامطلوب» است.[۵]
- تماشاگران در نظرسنجی سینماسکور به فیلم نمره متوسط «B+» در مقیاس A+ تا F دادند.[۶]